# IAAF Super Grand Prix
Der IAAF Super Grand Prix waren von der IAAF ausgewählte Leichtathletik-Sportfeste. Bis 2009 fanden sie innerhalb der IAAF World Athletics Tour statt. 2010 wurden sie in die Diamond League aufgenommen. Zu den Super Grand Prix gehörten:
- Athletissima in Lausanne
- Qatar Athletic Super Grand Prix in Doha
- DN Galan in Stockholm, Olympiastadion
- Norwich Union Grand Prix in London
- Herculis in Monaco